# كريس جونز (لاعب كرة قدم)
كريس جونز (بالإنجليزية: Chris Jones)‏ (و. 1989  م) هو لاعب كرة قدم أمريكية ، من الولايات المتحدة، ولد في روما، يلعب كراكل ‏.

## التعليم
تعلم في Coosa High School ‏.

## روابط خارجية
- كريس جونز على موقع مرجع كرة القدم المحترفة.كوم (الإنجليزية)